# 卡勒·罗万佩雷
卡勒·罗万佩雷（芬蘭語：Kalle Rovanperä，2000年10月1日—）是一名芬兰的世界拉力锦标赛车手，与领航员约恩内·哈尔图宁一起效力于丰田图像世界拉力车队。
罗万佩雷是前世界拉力锦标赛车手哈里·罗万佩雷的儿子。他在非常年轻时就开始参加拉力赛，从而引起了国际关注。2021年，罗万佩雷成为赢得世界拉力锦标赛分站冠军的最年轻车手。2022年，罗万佩雷成为赢得世界拉力锦标赛总冠军的最年轻车手。